# Carnarvon Airport (flygplats i Australien)
Carnarvon Airport är en flygplats i Australien. Den ligger i kommunen Carnarvon och delstaten Western Australia, omkring 810 kilometer norr om delstatshuvudstaden Perth. Carnarvon Airport ligger 5 meter över havet.
Trakten runt Carnarvon Airport är nära nog obefolkad, med mindre än två invånare per kvadratkilometer.. Närmaste större samhälle är Carnarvon, nära Carnarvon Airport.
Omgivningarna runt Carnarvon Airport är i huvudsak ett öppet busklandskap.  Klimatförhållandena i området är arida. Genomsnittlig årsnederbörd är 145 millimeter. Den regnigaste månaden är juni, med i genomsnitt 27 mm nederbörd, och den torraste är oktober, med 1 mm nederbörd.